# بيتر كروفت
بيتر كروفت هو متسلق جبال كندي، ولد في 18 مايو 1958 في كندا.